# Hayden McCormick
Pour les articles homonymes, voir McCormick.
Hayden McCormick, né le 1er janvier 1994 à Cambridge, est un coureur cycliste néo-zélandais.

## Biographie
Il met un terme à sa carrière cycliste à l'issue de la saison 2022. 

## Palmarès sur route

### Par année
- 2012
  -  Champion de Nouvelle-Zélande du critérium
  - 1re étape du Tour de Canterbury
  - Trophée Sébaco :
    - Classement général
    - 1re étape (contre-la-montre)

  - Trophée Centre Morbihan :
    - Classement général
    - 1re étape
- 2013
  - 2e de la REV Classic
- 2014
  -  Champion de Nouvelle-Zélande sur route espoirs
  - 3e de la REV Classic
  - 3e du Tour de Southland
- 2015
  - 3e du championnat de Nouvelle-Zélande sur route espoirs
  - 3e de l'Omloop van de Braakman
- 2016
  -  Champion de Nouvelle-Zélande du contre-la-montre espoirs
  - 1re étape du Ronde van Midden-Nederland (contre-la-montre par équipes)
  - 2e du championnat de Nouvelle-Zélande sur route espoirs
- 2017
  - Hub Tour :
    - Classement général
    - Prologue et 3e étape

  - 1re étape du Ronde van Midden-Nederland (contre-la-montre par équipes)
  - 2e de la Rutland-Melton International Cicle Classic
- 2018
  - Classement général de la New Zealand Cycle Classic
  - 2e du championnat de Nouvelle-Zélande sur route
  - 3e du Gravel and Tar
- 2019
  - 3e du championnat de Nouvelle-Zélande du contre-la-montre
  - 3e du Lake Taupo Cycle Challenge
- 2020
  - Gravel and Tar Classic

### Classements mondiaux
| Année            | 2014 | 2015 | 2016   | 2017 |
| ---------------- | ---- | ---- | ------ | ---- |
| UCI Oceania Tour | 50e  | 62e  | 61e    |      |
| UCI Europe Tour  |      |      | 1 279e | 514e |
| UCI America Tour |      |      | 436e   |      |
| UCI Asia Tour    |      |      | 377e   | 518e |

## Palmarès sur piste

### Championnats du monde juniors
- Moscou 2011
  - 4e du scratch
- Invercagill 2012
  -  Médaillé d'argent de la poursuite par équipes
  -  Médaillé de bronze de l'américaine
  - 6e de la poursuite individuelle

### Championnats nationaux
- Champion de Nouvelle-Zélande de l'américaine : 2012 (avec Dylan Kennett)
- Champion de Nouvelle-Zélande de poursuite par équipes : 2012 (avec Peter Latham, Sam Bewley et Scott Creighton)